# Салафия, Эмилио
Эмилио Салафия (итал. Emilio Salafia, 10 октября 1910 — 24 мая 1969) — итальянский фехтовальщик-саблист, призёр Олимпийских игр и чемпионатов мира.

## Биография
Родился в 1910 году в Палермо. В 1928 году стал серебряным призёром Олимпийских игр в Амстердаме. В 1930 и 1931 годах становился обладателем серебряных медалей Международных первенств по фехтованию. В 1932 году стал серебряным призёром Олимпийских игр в Лос-Анджелесе. В 1933, 1934 и 1935 годах вновь стал обладателем серебряных медалей Международных первенств по фехтованию.
В 1937 году Международная федерация фехтования задним числом признала все проходившие ранее Международные первенства по фехтованию чемпионатами мира.